# GCC1
GCC1‏ (GRIP and coiled-coil domain containing 1) هوَ بروتين يُشَفر بواسطة جين GCC1 في الإنسان.

## الوظيفة
البروتين المُرمَّز بواسطة هذا الجين هو بروتين غشائي محيطي. وهو حساس للبريفيلدين أ. يحتوي هذا البروتين المُرمَّز على نطاق GRIP الذي يُعتقد أنه يُستخدم في الاستهداف. قد يلعب دورًا في تنظيم الحيز الفرعي لشبكة جولجي المُشارك في النقل الغشائي.

## الأهمية السريرية
لقد ثبت أن GCC1 يتفاعل مع TRIM29.